# JPT日本語能力試験
JPT日本語能力試験（ジェイピーティーにほんごのうりょくしけん）は、YBM/si-sa, 韓国TOEIC委員会が主催し実施している日本語試験である。主として韓国で普及している。日本語能力試験 (JLPT) や日本留学試験 (EJU) とならび、日本語教育機関への入学資格として日本の法務省入国管理局に認められている試験である。

## 概要
1985年から、大韓民国で始まった日本語試験である。試験は韓国のYBM/si-saと日本の出題グループが監修している。現行の日本語能力試験の問題点、特に高度な日本語能力の違いが点数に反映しない点と、開設当初は年1回（現在は12回）という試験回数をカバーする試験として、韓国で普及している。
内容は、日本語のTOEICを意識したもので、TOEICと同様ビジネスが中心である。JPTは聴解100問・読解100問からなり、TOEICと同じ990点満点の点数体系である。また、試験は年12回実施される。これらの為、韓国では企業等で採用・昇進などに活用され、教育機関でも教育課程に取り入れられている。2004年から、日本でも実施されるようになり、東京・大阪に試験会場がある。